# Codogno
Codogno (Cudògn in dialetto lodigiano) è un comune italiano di 15 717 abitanti della provincia di Lodi in Lombardia.
È il comune principale del Basso Lodigiano ed è il centro di riferimento per un'area di circa 90 000 abitanti.

## Storia
L'insediamento parrebbe risalire alla penetrazione romana nella Gallia Cisalpina forse con funzione di accampamento. Il nome Codogno, antica Cothoneum, deriverebbe da quello del Console Aurelio Cotta, vincitore dei Galli Insubri che popolavano quelle terre. Si tratta comunque di una supposizione: la prima testimonianza certa dell'esistenza di Codogno risale soltanto al 997, quando il centro abitato viene citato in un diploma dell'Imperatore Ottone III. Pochi anni dopo, lo stesso Ottone III donò il feudo a un conte di nome Reglerio o Ruggero. Nell'XI secolo, comunque, Codogno divenne feudo del vescovo di Lodi che l'amministrò fino al XV secolo. Secondo un'altra ipotesi il toponimo deriverebbe da quello del pomo "cydonio", o melo cotogno, frutto tipico del luogo.
Dopo la lunga giurisdizione dei vescovi di Lodi, nel 1441 Filippo Maria Visconti signore di Milano cedette Codogno alla famiglia Fagnani e successivamente (nel 1450) ai Trivulzio. Fu sotto il loro operato che Francesco Sforza diede a Codogno il rango di borgo. All'epoca il centro aveva forte tensione autonomistica, con una propria vita commerciale, piccolo polo di attrazione per tutti i paesi limitrofi, tant'è che i codognesi si slegarono dalla realtà del territorio dei Trivulzio e chiesero di essere considerati piacentini, allo scopo di avere un mercato più libero e più ampio. Così, con un atto ratificato il 21 aprile 1492, i codognesi divennero cittadini di Piacenza, e vollero, a dimostrazione della propria gratitudine, la lupa capitolina, emblema comunale della città vicina, nel proprio stemma, legata con una catena d'oro all'albero di mele cotogne.
Molti loro prodotti, infatti, trovavano collocazione sul mercato di Piacenza che i codognesi raggiungevano attraversando il Po, via di comunicazione privilegiata anche con Venezia per l'accesso agli scali del Levante. Lì esportavano specialmente i prodotti caseari (non a caso a Codogno sorse la prima industria italiana del settore lattiero-caseario, la Zazzera, e successivamente la più rinomata Polenghi Lombardo), ma anche tele di lino e seta. Era quindi vantaggioso raggiungere quel mercato come cittadini, status che li esentava da ogni peso fiscale, tanto per le merci in vendita, quanto per quelle acquistate.
L'inizio del XVI secolo fu caratterizzato dalle battaglie fra Francia e Spagna per l'occupazione dell'Italia (culminate con il saccheggio della città da parte del Duca di Borbone diretto a Pizzighettone) e dalla peste del 1516, che arrestarono lo sviluppo del borgo. Nel 1524 la città fu dotata di fortificazioni e negli stessi anni fu eretta la chiesa parrocchiale di San Biagio.
Nel 1639 Codogno fu occupata dai lanzichenecchi, che vi diffusero la peste. I residenti tuttavia pur ridotti di un quinto raggiunsero la soglia dei 6 500 garantendo alla città una fiorente e stabile ricchezza. L'affermata prosperità economica spinse i reggitori del borgo a chiedere l'emancipazione dalla servitù feudale. Alla morte del principe Antonio Teodoro Trivulzio, non avendo questi lasciato figli maschi, decisero di giurare fedeltà direttamente al sovrano, Carlo II. In seguito all'estinzione del ramo maschile della famiglia dei Trivulzio, il 6 giugno 1672, Carlo II con un diploma reale stabilì in perpetuo la loro libertà da ogni feudo; Codogno divenne infatti Regio Borgo.
Il 10 maggio 1796 morì a Codogno il generale napoleonico Amédée Emmanuel François Laharpe, ucciso per errore, nell'oscurità, da un soldato del suo stesso esercito. In età napoleonica (1809-16) al comune di Codogno furono aggregate Gattera, Retegno e Triulza, ridivenute autonome con la costituzione del Regno Lombardo-Veneto. Gattera e Triulza furono riaggregate definitivamente nel 1869. In quegli anni, le cospirazioni prima e le guerre del Risorgimento poi trovarono numerosi e ferventi partecipanti: ben 283 codognesi furono volontari nelle guerre risorgimentali e dieci di essi vi trovarono la morte.
Codogno continuò a progredire fino ad assumere un ruolo importante nell'area milanese nella fine dell'Ottocento. Considerando come confini dell'area milanese quelli della vecchia Provincia di Milano (includendo, quindi, anche le attuali province di Lodi e di Monza e Brianza, più il circondario di Gallarate), Codogno era il quarto comune del territorio per numero di abitanti nei censimenti del 1861, 1871 e 1881, dietro alle città di Milano, Monza e Lodi. Rimase nei primi 15 dell'area milanese fino al grande boom degli anni cinquanta e sessanta del XX secolo, che portò i comuni attorno a Milano a incrementare notevolmente la loro popolazione.
Negli anni della seconda guerra mondiale, dopo i numerosi morti della prima, molti codognesi aderirono alla Resistenza, e questo nonostante la vicinanza con il grosso centro fascista di Piacenza e la zona tatticamente difficile, dalla quale passavano i tedeschi in ritirata per lasciare l'Italia.
Nel 1955 Codogno ottenne il titolo di città soddisfacendo il desiderio che gli abitanti avevano già espresso a Napoleone Bonaparte oltre 150 anni prima, con una petizione del 5 ottobre 1796, che non aveva trovato allora favorevole accoglimento. Il 9 dicembre 1957, nei pressi di Codogno, avvenne un disastro ferroviario che provocò la morte di 15 persone e oltre 30 feriti. Nel 1992 il comune di Codogno è passato dalla provincia di Milano alla provincia di Lodi. Il codice ISTAT del comune prima della variazione era 015079, mentre il CAP era 20073.
Negli ultimi anni, la città è particolarmente ricordata nella Penisola per essere stata il territorio in cui venne identificato il primo focolaio accertato in Italia di COVID-19, risalente a febbraio 2020.
Nel 2023 la città è stata dichiarata Comune Europeo dello Sport 2023.

### Simboli

Il gonfalone comunale

#### Stemma
Lo stemma è stato riconosciuto con decreto del capo del governo del 13 novembre 1930.
Nell'agosto del 1492, desiderosi di estendere il loro commercio, i codognesi chiesero alla comunità di Piacenza di essere dichiarati cittadini di quella città, offrendo una certa somma in compenso del passaggio e del dazio delle mercanzie. Così Codogno, in senso di gratitudine, alleanza e fedeltà inserì nel proprio stemma, che rappresentava il melo cotogno, la lupa capitolina, emblema di Piacenza, legandovela con una catena d'oro.

#### Gonfalone
Il gonfalone è stato concesso con |decreto del presidente della Repubblica del 30 maggio 1956.
La Città di Codogno ha in uso un drappo di rosso, diverso da quanto concesso con DPR.

## Monumenti e luoghi d'interesse
Artisticamente la città presenta edifici di notevole interesse, sorti parallelamente allo sviluppo economico e agricolo, che già in passato aveva caratterizzato Codogno.
Vanno a tal proposito menzionati:
- la chiesa parrocchiale di San Biagio (1511), il più importante edificio religioso, con il suo concerto di 9 (8+1) campane in Sib2 ottolina e l'organo Serassi costruito tra il XVIII e il XIX secolo. Vi sono conservati, fra gli altri dipinti, una Natività di impronta leonardesca, del XVI secolo, forse di Bernardino Luini, nonché dipinti dei Piazza, del Crespi, del Morazzone e del Procaccini;
- la chiesa di Santa Maria delle Grazie, già "chiesa dei Frati", consacrata nel 1626 e costruita su progetto dell'architetto Marco Antonio Barattieri;
- la chiesa dei Santi Teodoro e Paradiso, detta "del Cristo", progetto dello stesso architetto Barattieri;
- il santuario della Beata Vergine di Caravaggio;
- la chiesa di San Giorgio;
- il neoclassico ospedale civile (1779-1781);
- i palazzi Trivulzio e Lamberti;
- il cimitero monumentale;
- numerose ville in stile Liberty e neomedievale, tra cui la villa Biancardi, dell'architetto Gino Coppedè;
- passerella ferroviaria pedonale a due rampe e cinque campate in stile Liberty, progettata dall’ing. Cesare Jonghi Lavarini (1921).

## Società

### Evoluzione demografica
Abitanti censiti

### Etnie e minoranze straniere
Al 1º gennaio 2019 gli stranieri residenti a Codogno con regolare permesso di soggiorno erano 2 021, pari a circa il 12,6% della popolazione. Le nazionalità più rappresentate erano:
1. Marocco, 504
2. Romania, 369
3. Albania, 180
4. Egitto, 144
5. Senegal, 82
6. Cina, 70
7. India, 75
8. Perù, 69
9. Nigeria, 59
10. Pakistan, 52

## Cultura

### Istruzione
Hanno sede a Codogno i licei classico, linguistico e scientifico e gli istituti tecnici agrario, commerciale e per geometri e un istituto professionale a indirizzo industriale.
A Codogno ebbe sede il Collegio Ginnasio Ognissanti, punto di riferimento della zona e un Collegio femminile.

### Biblioteche e musei
Il Museo Cabriniano è posto all'interno del "Centro di spiritualità S. Francesca Saverio Cabrini".
La pinacoteca, comprendente anche la raccolta d'arte Carlo Lamberti, si trova nel seicentesco Palazzo Lamberti.
La biblioteca civica (XIX secolo), possiede un incunabolo e alcune cinquecentine. L'archivio comunale, conservato presso l'edificio municipale, comprende anche gli archivi dei comuni soppressi di Gattera con Maiocca e di Regina Fittarezza. Conserva un'ampia documentazione che va dal 1495 al 1949, interamente ordinata, che comprende gli atti dell'attività amministrativa e finanziaria, e documenti relativi alla vita sociale, economica e culturale della città. Tra questi, la serie sullo stato della popolazione, quelle relative alla sicurezza pubblica, alla sanità e all'assistenza ai bisognosi, all'istruzione, i documenti sulle attività produttive e commerciali e quelli sull'edilizia pubblica.

### Musica
La vita musicale locale vanta una floridezza che pochi centri lombardi hanno avuto nel corso dei secoli dal Seicento al Novecento: il terminus ad quem degli anni sessanta del XX secolo è un punto fermo decisivo a causa dell'abbattimento per speculazione edilizia del Teatro Sociale, maggior perno della vita musicale locale. Il Teatro veniva scelto da primarie compagnie (anche del Teatro alla scala di Milano) per la rappresentazione di opere liriche e melodrammatiche spesso ancor prima della "prima".
Già dai primi decenni del Seicento si ebbe una fioritura di musicisti di fama quali Francesco Ugoni e altri autori di madrigali e villanelle per formazioni corali. Anche la musica strumentale (per chitarra solista o "ensemble"; o per archi) godette di una certa fortuna nel XIX secolo.
La ricostruzione del panorama pressoché completo del composito quadro si deve al musicologo M.G. Genesi, mediante una fitta serie di pubblicazioni sulla storia teatrale e accademica.

## Geografia antropica
Secondo lo statuto comunale, il territorio comunale comprende le frazioni di Maiocca e Triulza.
Secondo l'ISTAT, il territorio comunale comprende il centro abitato di Codogno, le frazioni di Maiocca e Triulza, e le località di Catanzino, Cucca e Sigola.

## Economia
Una parte del panorama economico di Codogno è tuttora rappresentato dall'agricoltura, che vanta oltre una sessantina di aziende, che per lo più coltivano cereali, ortaggi e foraggi. Son presenti anche allevamenti bovini, suini e, in misura minore, equini.
La maggiore attività di Codogno è stata, fin dall'epoca medioevale, quella casearia, che ebbe il suo prodotto principale nel formaggio grana. I documenti di storia locale dicono che l'esportazione annua, nel XVII secolo, arrivava a circa 40 000 forme, equivalenti a 1 100 tonnellate.
Codogno si impose dunque come la capitale del formaggio di grana e fu anche la prima città d'Italia a esportarlo all'estero, quando l'imperial regio governo austriaco volle mandare in Brasile una nave carica dei prodotti più rappresentativi dell'impero asburgico.
A Codogno sorse nel 1880 la prima industria italiana del settore lattiero-caseario, la Zazzera, e quindi la Polenghi Lombardo.
Oggi anche l'attività del secondario è fiorente, con la presenza di importanti industrie di medie dimensioni operanti nei comparti alimentare, tessile e dell'abbigliamento, metalmeccanico, di fabbricazione di apparecchi elettrici, automobilistico (accessori per auto), edile, chimico, della stampa; si producono, inoltre, vetro, articoli in gomma e plastica e in legno.
Numerose aziende e industrie manifatturiere sono e sono state presenti a Codogno: c'è il caso singolare della ditta Felisi (manifattura tessile per decorazioni e stemmi), che prese vita nel 1911: l'azienda fu fortemente legata al volere della santa Francesca Cabrini: si crearono infatti le sinergie fra l'azienda e la Congregazione religiosa: prestavano lavoro infatti nell'azienda sia le religiose sia le ragazze orfane appartenenti all'Istituto.
Fu famosa pure la ditta Mario Polenghi (industria metalmeccanica di precisione), che in tanti anni di attività produsse ciclomotori (il "Polenghino"), valvole, e pure componenti bellici durante i conflitti.
Nelle vicinanze di Codogno vi fu un importante sito di produzione chimica che fu del Gruppo Montedison.
La fiera autunnale di novembre è una rassegna zootecnica-agricola di importanza nazionale la cui prima edizione si celebrò nel 1791.

## Infrastrutture e trasporti

### Strade
Le principali strade che lambiscono Codogno sono la strada statale 9 Via Emilia e la strada provinciale ex SS 234 Codognese, che funge da tangenziale del centro abitato.
Nelle vicinanze di Codogno transita inoltre l'autostrada A1; l'uscita più vicina in direzione Milano è quella denominata "Casalpusterlengo-Ospedaletto Lodigiano", posta nel territorio comunale di Ospedaletto Lodigiano, alcuni chilometri a ovest della città, mentre l'uscita più vicina in direzione Bologna è quella denominata "Basso Lodigiano", posta nel territorio comunale di Guardamiglio.

### Ferrovie

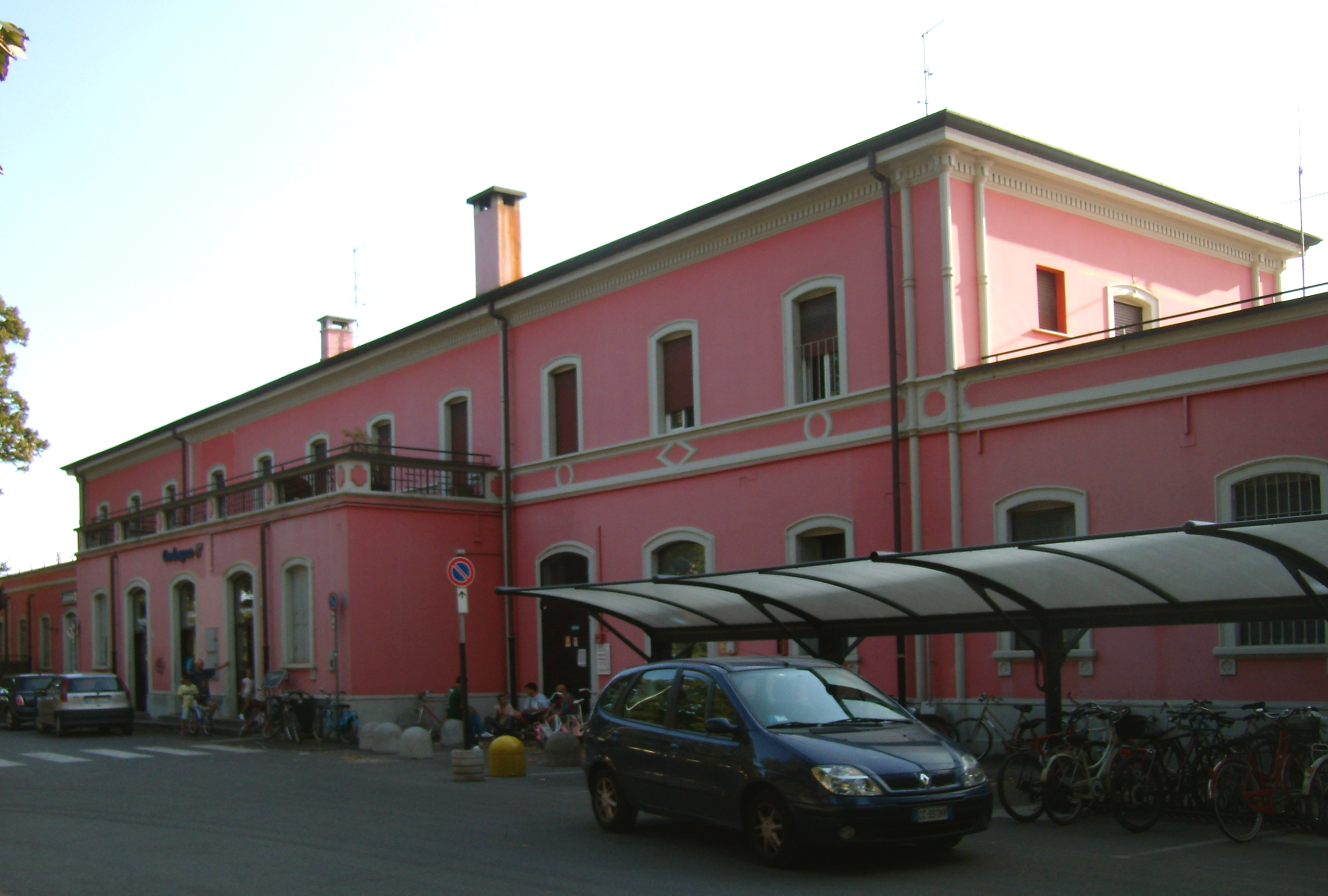
La stazione ferroviaria

La stazione di Codogno, risalente al 1861, è posta sull'importante ferrovia Milano-Bologna e, assieme alla stazione di Casalpusterlengo è punto d'incrocio con la ferrovia Pavia-Mantova, di interesse locale. La stazione è servita principalmente da treni regionali che effettuano la tratta Milano Greco Pirelli/Certosa-Piacenza e Regionale Veloce che effettuano la tratta Milano Centrale-Bologna Centrale, come pure la frequentata linea Milano-Mantova, e con un collegamento Milano-Pisa.
Il territorio comunale è lambito dalla linea ad alta velocità Milano-Bologna, costruita in affiancamento all'autostrada A1.

## Amministrazione
| Periodo | Periodo   | Primo cittadino       | Partito                                    | Carica  | Note |
| ------- | --------- | --------------------- | ------------------------------------------ | ------- | ---- |
| 1946    | 1947      | Paolo Gnocchi         | Democrazia Cristiana                       | Sindaco |      |
| 1947    | 1956      | Emilio Bignami        | Democrazia Cristiana                       | Sindaco |      |
| 1956    | 1970      | Ermanno Santelli      | Democrazia Cristiana                       | Sindaco |      |
| 1970    | 1975      | Giovanni Ferrari      | Democrazia Cristiana                       | Sindaco |      |
| 1975    | 1976      | Luigi Morisi          | Partito Socialista Italiano                | Sindaco |      |
| 1976    | 1985      | Gianluigi Pandolfi    | Partito Socialista Italiano                | Sindaco |      |
| 1985    | 1990      | Ermanno Santelli      | Democrazia Cristiana                       | Sindaco |      |
| 1990    | 1995      | Giovanni Pagani       | Democrazia Cristiana                       | Sindaco |      |
| 1995    | 1996      | Alessandro Fiammenghi | Partito Popolare Italiano                  | Sindaco |      |
| 1996    | 2001      | Adriano Croce         | Forza Italia                               | Sindaco |      |
| 2001    | 2006      | Adriano Croce         | Forza Italia                               | Sindaco |      |
| 2006    | 2011      | Emanuele Dossena      | Alleanza Nazionale Il Popolo della Libertà | Sindaco |      |
| 2011    | 2016      | Vincenzo Ceretti      | Lista civica (centrosinistra)              | Sindaco |      |
| 2016    | in carica | Francesco Passerini   | Lega Nord                                  | Sindaco |      |

Fonte:

### Gemellaggi
Codogno è gemellata con
- Solagna

## Sport
In città hanno sede tre società calcistiche, l'R.C.Codogno 1908 (che prese parte alla prima Coppa Italia nel 1922), la Polisportiva San Biagio e la Polisportiva San Luigi.
Tra le società sportive principali della città vi sono il Baseball Codogno, vincitore del Campionato di Serie A nel 1976, campioni d'Italia juniores nel 1982 e vice campioni d'Italia di serie A federale nel 2010 e stella di bronzo nel 2009. La squadra gioca le partite interne in uno stadio per partite internazionali di baseball, che ha ospitato le nazionali di Cuba, Taiwan, Italia, Francia, Spagna e Germania.
La città ospita la sede operativa della società di pallacanestro Assigeco Piacenza, militante nel campionato di Serie A2.
Il Rugby Club Codogno, fondato nel 1969, a cavallo fra gli anni settanta e ottanta prese parte al torneo internazionale a sette di Neuchâtel in Svizzera. Disputa le gare interne in un proprio stadio di rugby.